# Коперкија (Салерно)
Коперкија (итал. Coperchia) је насеље у Италији у округу Салерно, региону Кампанија.
Према процени из 2011. у насељу је живело 2768 становника. Насеље се налази на надморској висини од 168 м.